# Russula maculata
Russula maculata Quél. & Roze, Bull. Soc. bot. Fr. 24: 323 (1877).

## Descrizione della specie
Cappello
5-10(12) cm di diametro, duro, carnoso, prima convesso, poi piano con depressione centrale.
cuticolaseparabile solo al bordo, rugosa nella zona mediana per il resto liscia, brillante, viscida con l'umidità, di colore rosso-arancio, ocra-carminio, rosso vermiglio più chiaro al centro, tipicamente maculata con macchie bruno-ruggine.
marginericurvo, irregolare, leggermente scanalato.
Lamelle
Fitte, carnose, poco larghe, non fragili, intercalate da poche lamellule di varia lunghezza, da crema a gialle con macchie di ruggine a maturità, sinuate, arrotondate, biforcate, anastomosate, di colore che varia da crema a giallastro con macchie color ruggine negli esemplari maturi.
Gambo
9 x 3 cm, cilindrico, svasato all'apice, clavato con base arrotondata, sodo, duro, rugoso, pieno poi farcito, bianco con sfumature rosate, imbrunente al tatto, a volte con evidenti macchioline color ruggine soprattutto negli esemplari adulti.
Carne
Soda, bianca, arancione sotto la cuticola, si macchia di bruno soprattutto alla base del gambo.
- Odore: fruttato, a volte ricorda quello della grafite.
- Sapore: più o meno acre o amaro, soprattutto nelle lamelle.

Microscopia
Spore7-9 x 8-10 µm, da subglobose a globose, amiloidi, crestate, con verruche conico ottuse, subreticolate, ocra scuro in massa.
Basidi10-14 x 40-55 µm, tetrasporici, clavati.
Cheilocistidi7-16 x 70-100 µm, a volte appendicolati alle sommità.
Pileipellisife laticifere in profondità.
Dermatocistidicilindrici, ottusi alla sommità.

## Habitat
Cresce sotto latifoglie, in particolare Carpinus e Quercus, in estate-autunno.

## Commestibilità
Non commestibile come tutte le Russule con sapore prevalentemente piccante.

## Specie simili
Può essere confusa con la Russula globispora (J. Blum) Bon, che però ha spore più grandi, 9,5-12(13) x 8,5-11(12) µm.

## Etimologia
Il nome deriva dal latino macula, macchia, per l'aspetto della cuticola.